# Palmira
Palmira a fost un oraș antic situat într-o oază cu două izvoare, pe drumul caravanelor dintre Damasc (215 km) și Eufrat (120 km), în deșertul sirian. Lângă ruinele orașului antic, la circa 500 de metri, se găsește orașul sirian Tadmur.

## Istoric
Palmira era în secolul I d.Hr. sub stăpânire romană. Împăratul roman Caracalla (188-211) a ridicat orașul la rangul de „colonie romană”. Orașul cunoaște o perioadă de înflorire mulțumită legăturilor comerciale cu Drumul Mătăsii. Orașul suferă pagube materiale prin conflictul militar dintre romani și sasanizi (perși) în anul 260, chiar și împăratul roman Valerian căzând în mâinile perșilor.
Căpetenia romană Septimius Odaenathus care cucerește Mesopotamia obligă orașul la o stare de dependență deplină față de Roma. În anul 267 sau 268 regina Palmirei, Septima Augusta Zenobia, declară independența orașului, fiul ei preluând conducerea Siriei și ocupând vreme de doi ani Egiptul Inferior (268-270).

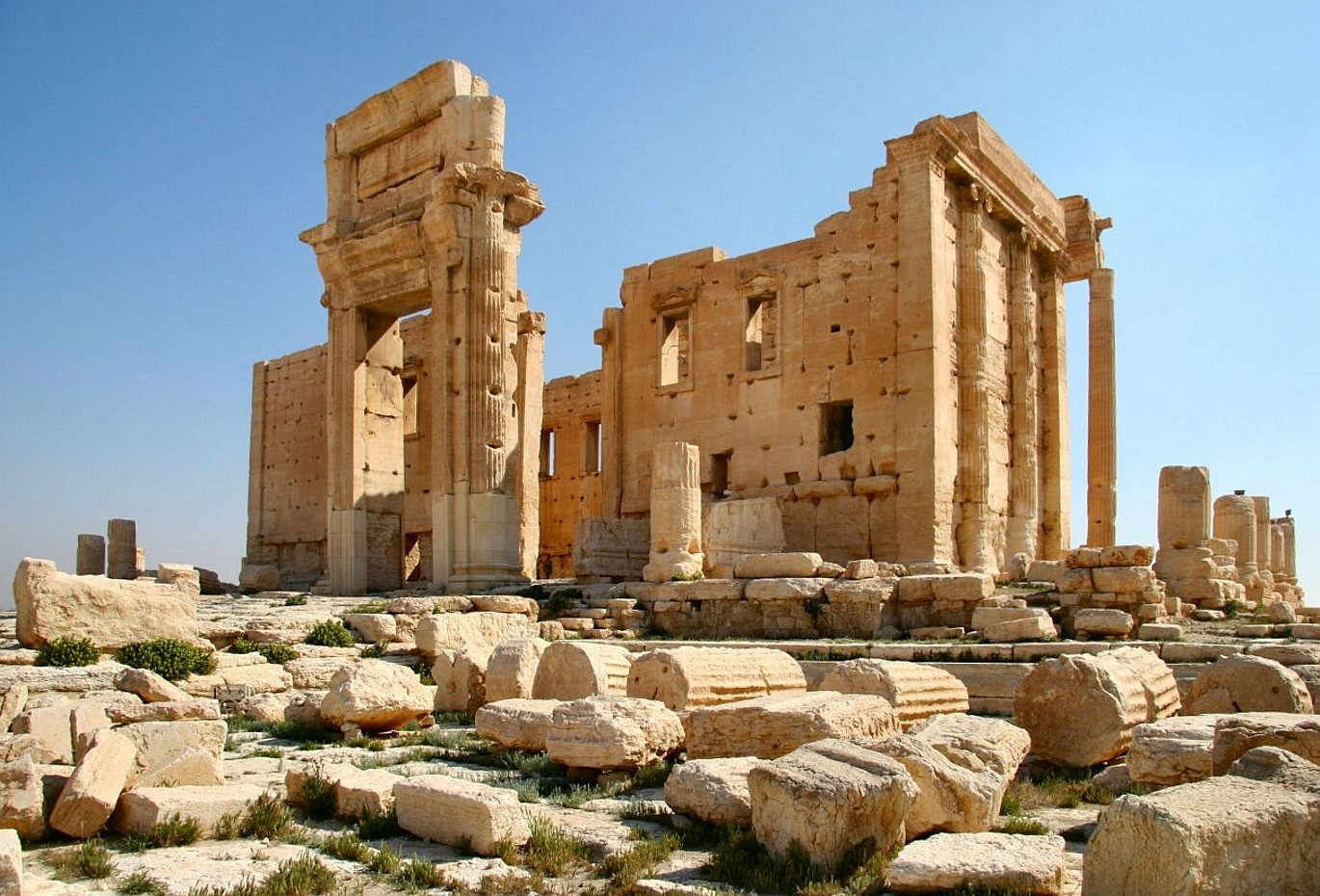
Templul lui Bel din Palmira

Împăratul roman Aurelian (270–275) învinge în anul 272 trupele Palmirei, distruge orașul, Zenobia fiind luată la Roma ca prizonieră. Mai târziu, împăratul Dioclețian (284-305) admite reconstruirea parțială o orașului distrus, cu prezența unui lagăr militar roman. 
Creștinismul s-a extins și în Palmira. În secolul al IV-lea orașul a devenit sediul unei episcopii. Cu toate acestea orașul nu a mai ajuns la înflorirea de odinioară. Creștinii au folosit ca biserică templul zeului Baal. Religia musulmană, adusă de arabi, apare prin anul 634, iar în anul 636 bizantinii pierd controlul orașului, populația locală trecând la islam. O expediție engleză face în anul 1751 planuri de restaurare a ruinelor. 
Orașul-ruină a fost deschis turismului până la preluarea puterii de către jihadiștii Statului Islamic în anul 2015. Siria a pierdut controlul asupra zonei respective în luna mai a anului 2015.(en:Palmyra offensive (May 2015))
Amfiteatrul roman din Palmira a fost folosit începând cu 27 mai 2015 ca loc de execuție a opozanților Statului Islamic.
În data de 18 august 2015 a fost decapitat Khaled al-Asaad, fost arheolog șef al ansamblului de la Palmira.
În data de 23 august 2015 a fost distrus templul antic al zeului Baal-Samin.

## Patrimoniu mondial UNESCO
Situl arheologic Palmira a fost înscris în anul 1980 pe lista patrimoniului cultural mondial UNESCO.